# Instituto de Investigaciones Dr. José María Luis Mora
El Instituto de Investigaciones Doctor José María Luis Mora, también conocido como Instituto Mora,  es un centro público de investigación y educación superior, adscrito al Consejo Nacional de Ciencia y Tecnología de México, el cual fue creado por decreto presidencial el 24 de septiembre de 1981 como un organismo público descentralizado de la Administración Pública Federal
El instituto está ubicado en la colonia San Juan, en el barrio de Mixcoac de la Ciudad de México. El Instituto ofrece programas de posgrado en historia moderna y contemporánea, sociología política, estudios regionales y cooperación internacional. A partir del año 2008 también ofrece un programa de Licenciatura en Historia con la opción de especialización en Divulgación, Docencia o Gestión del Patrimonio Cultural. La convocatoria se realiza cada 2 años.
Sostiene además varios programas de investigación, especializados en historia de México, América Latina y el Caribe y en relaciones México-Estados Unidos en los siglos XIX y XX. Mantiene un muy activo programa de publicaciones periódicas y varios fondos editoriales, incluyendo las revistas Secuencia, Bicentenario y América Latina en la Historia Económica.
El Instituto es reconocido en el mundo académico nacional e internacional por la excelencia en la investigación en historia y ciencias sociales, y por la calidad de las maestrías y doctorados que imparte. Asimismo, por la riqueza de su biblioteca y por la diversidad e interés de sus publicaciones, seminarios y coloquios. 
La biblioteca Ernesto de la Torre Villar, en la sede Plaza, es una de las más completas para realizar estudios sobre el siglo XIX en México.

## Directores generales
| Director(a)                          | Periodo     |
| ------------------------------------ | ----------- |
| Ernesto de la Torre Villar           | 1981 - 1983 |
| Eugenia Meyer                        | 1983 - 1989 |
| Hira de Gortari Rabiela              | 1989 - 2000 |
| Santiago Portilla Gil de Partearroyo | 2000 - 2005 |
| Luis Jáuregui Frías                  | 2005 - 2015 |
| Diana Guillén Rodríguez              | 2015 - 2021 |
| Gabriela Sánchez Gutiérrez           | 2021 -      |